# Katarzyna ze Sieny

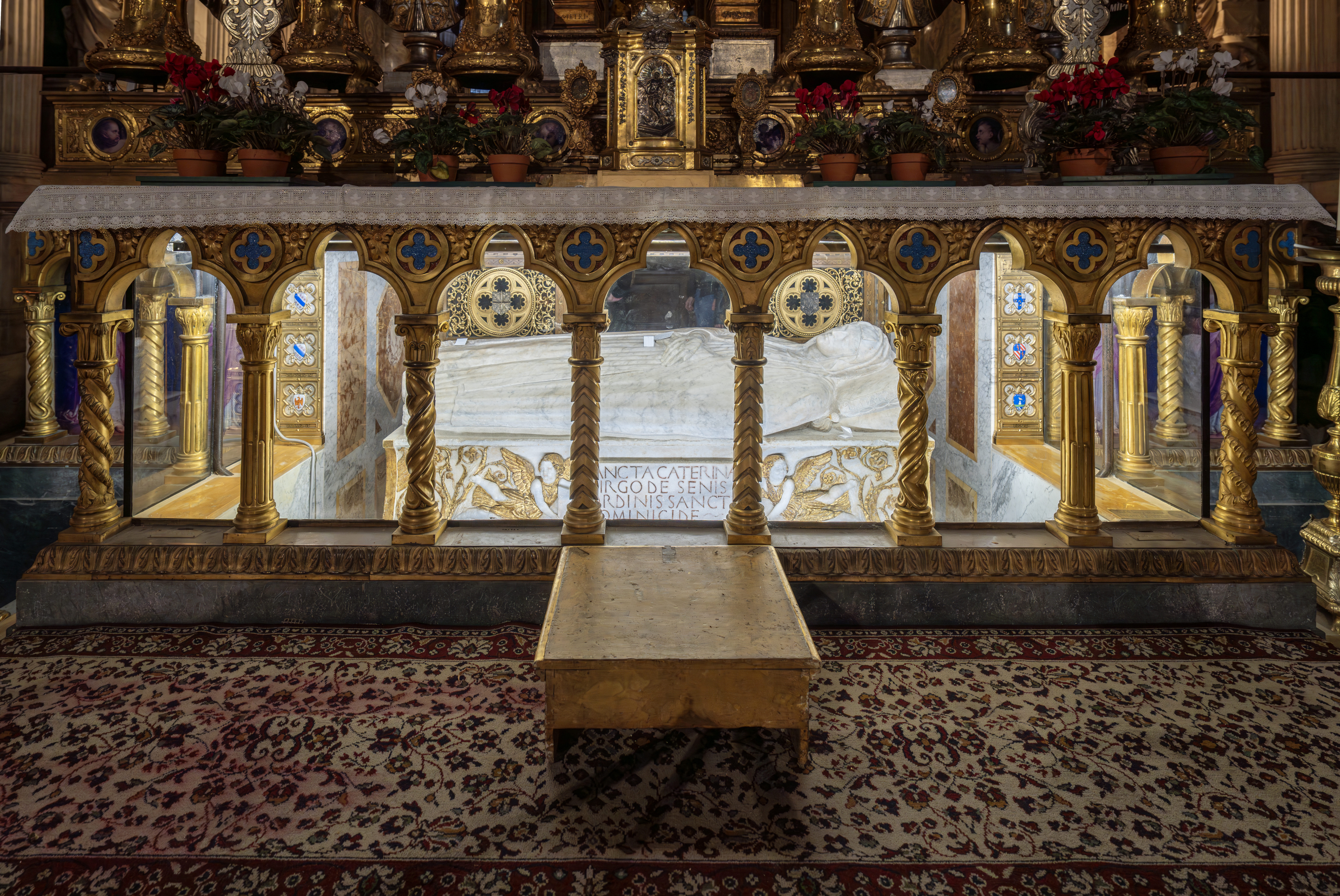
Grób św. Katarzyny w rzymskiej bazylice Santa Maria Sopra Minerva, obok Panteonu

Katarzyna ze Sieny wł. Caterina Benincasa (ur. 25 marca 1347 w Sienie, zm. 29 kwietnia 1380 w Rzymie) – włoska tercjarka dominikańska, mistyczka, katolicka święta, doktor Kościoła i patronka Europy.

## Życiorys

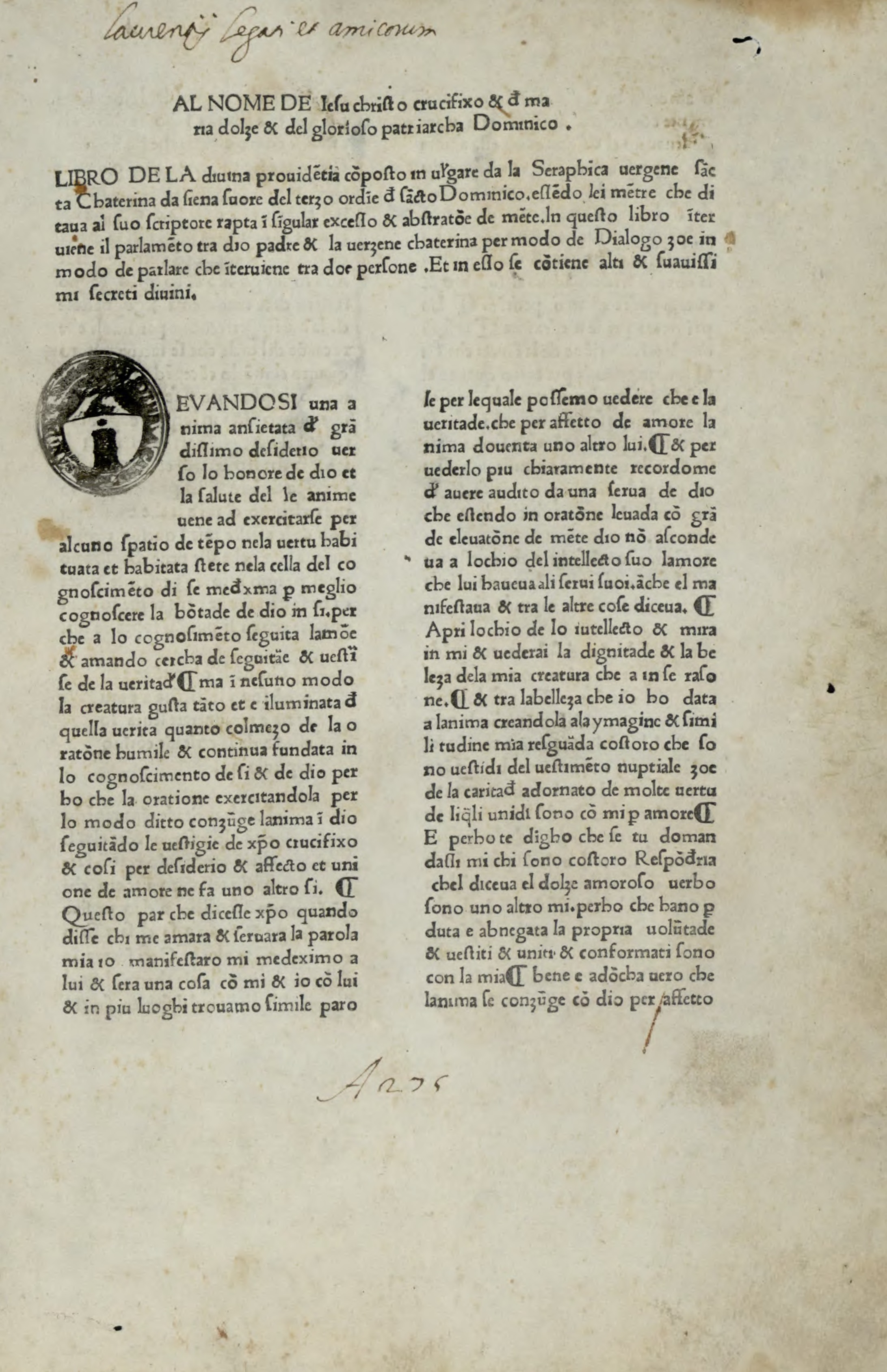
Libro della divina dottrina, c. 1475

Katarzyna Benincasa pochodziła z mieszczańskiej rodziny ze Sieny. Urodziła się jako przedostatnie dziecko (z 25 rodzeństwa) Jakuba Benincasy i Lapy Piangenti, córki poety Nuccio Piangentiego.
Jej bliźniacza siostra zmarła niedługo po narodzeniu. W 1354 w wieku 7 lat prywatnie ślubowała Bogu dziewictwo, a w 1363, wbrew woli rodziców, wstąpiła do fraterni świeckiego Zakonu Braci i Sióstr od Pokuty św. Dominika (tercjarzy dominikańskich) przy kościele dominikanów w Sienie. Po złożeniu przyrzeczeń tercjarskich (profesji tercjarskiej) w wieku 17 lat prowadziła w swoim rodzinnym domu ascetyczne, niemal klasztorne życie zgodne z zasadami duchowości dominikańskiej, pomagając jednocześnie biednym, chorym i trędowatym. W 1370, uzasadniając to wolą Chrystusa, rozpoczęła życie apostolskie.
Mimo że była niepiśmienna, posiadała dużą inteligencję, mądrość i charyzmat apostolski. Dzięki tym przymiotom i wewnętrznemu natchnieniu zaangażowała się w sprawy Kościoła oraz w problemy polityczne ówczesnej Europy. Jej priorytetem były działania na rzecz powrotu papieża z Awinionu (z Niewoli awiniońskiej) do Rzymu co w końcu się urzeczywistniło. Jej wpływowi przypisuje się liczne nawrócenia osób pochodzących z różnych warstw społecznych. Posiadała charyzmat wypędzania demonów z osób opętanych. 1 kwietnia 1375 w jednym z kościołów w Pizie otrzymała stygmaty w formie krwawych promieni (nie zaś otwartych ran). Zmarła w Rzymie w wieku 33 lat, ofiarowując swoje życie i śmierć za Kościół i papieża. Jej ciało, bez głowy spoczywającej w kościele św. Dominika w Sienie, znajduje się w rzymskiej bazylice Santa Maria sopra Minerva.
Katarzyna ze Sieny jest autorką Dialogu o Bożej Opatrzności, zwanego Księgą Boskiej Nauki (Księgą Bożej Doktryny), którą, nie potrafiąc pisać, podyktowała w mistycznym natchnieniu oraz licznych Listów, które również dyktowała i wysyłała do papieża, biskupów, monarchów i innych wpływowych ludzi i instytucji.
Według niektórych przekazów (np. List Barducciego) Katarzyna zmarła w wyniku choroby żołądka utrudniającej przyjmowanie pokarmów. Istnieje jednak prawdopodobieństwo, że bezpośrednią przyczyną śmierci było zagłodzenie się w wyniku ścisłego postu i innych umartwień o charakterze ekspiacyjnym. Jest to przypadek zjawiska znanego jako anorexia mirabilis.

## Kult

### Patronat
Jest patronką: Europy, Włoch, Rzymu, Sieny, diecezji Allentown (Pensylwania, USA), pielęgniarek, strażników i strażaków, osób cierpiących oraz kobiet, które poroniły. Jest również główną patronką Trzeciego Zakonu Dominikańskiego.

### Dzień obchodów

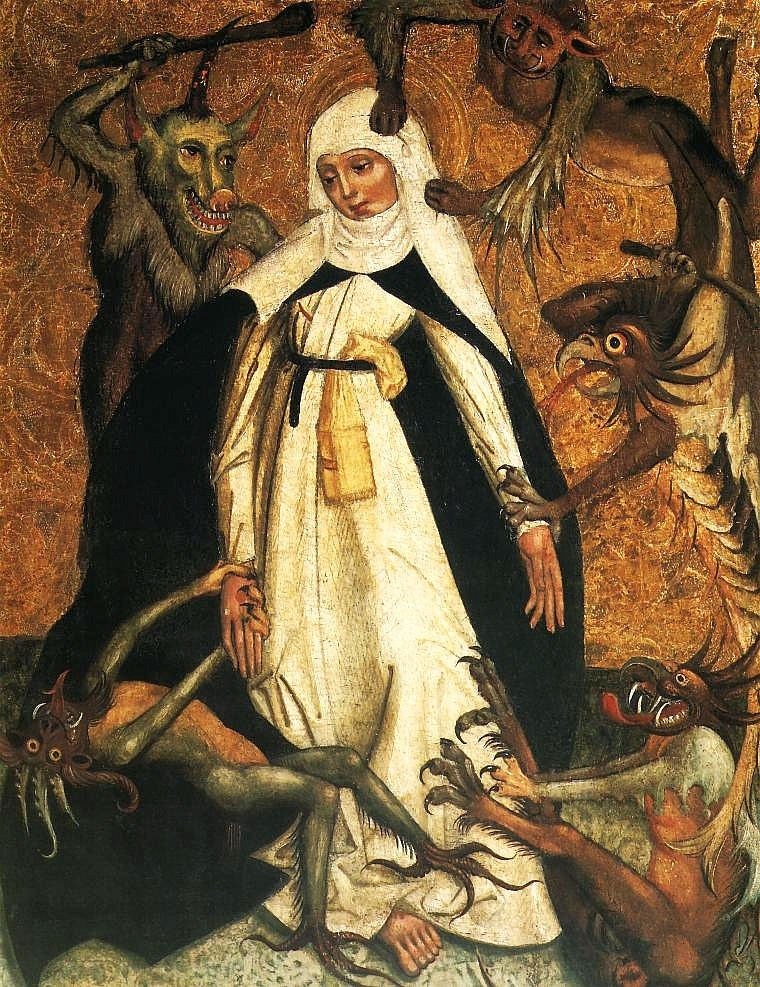
Dręczenie św. Katarzyny przez demony na XIV-wiecznym obrazie z Małopolski, Muzeum Narodowe w Warszawie

Wspomnienie liturgiczne jako wspomnienie obowiązkowe w Kościele katolickim obchodzone jest w dzienną rocznicę śmierci (29 kwietnia). W latach 1628–1969 wspomnienie obchodzono 30 kwietnia, aby nie kolidowało ze wspominaniem św. Piotra z Werony. Po reformie liturgicznej powrócono do pierwotnej daty.
W całym Zakonie Kaznodziejskim jej wspomnienie ma rangę uroczystego święta. Również w krajach europejskich ma rangę święta, gdyż jest patronką Europy, ogłoszoną przez Jana Pawła II.

### Ikonografia

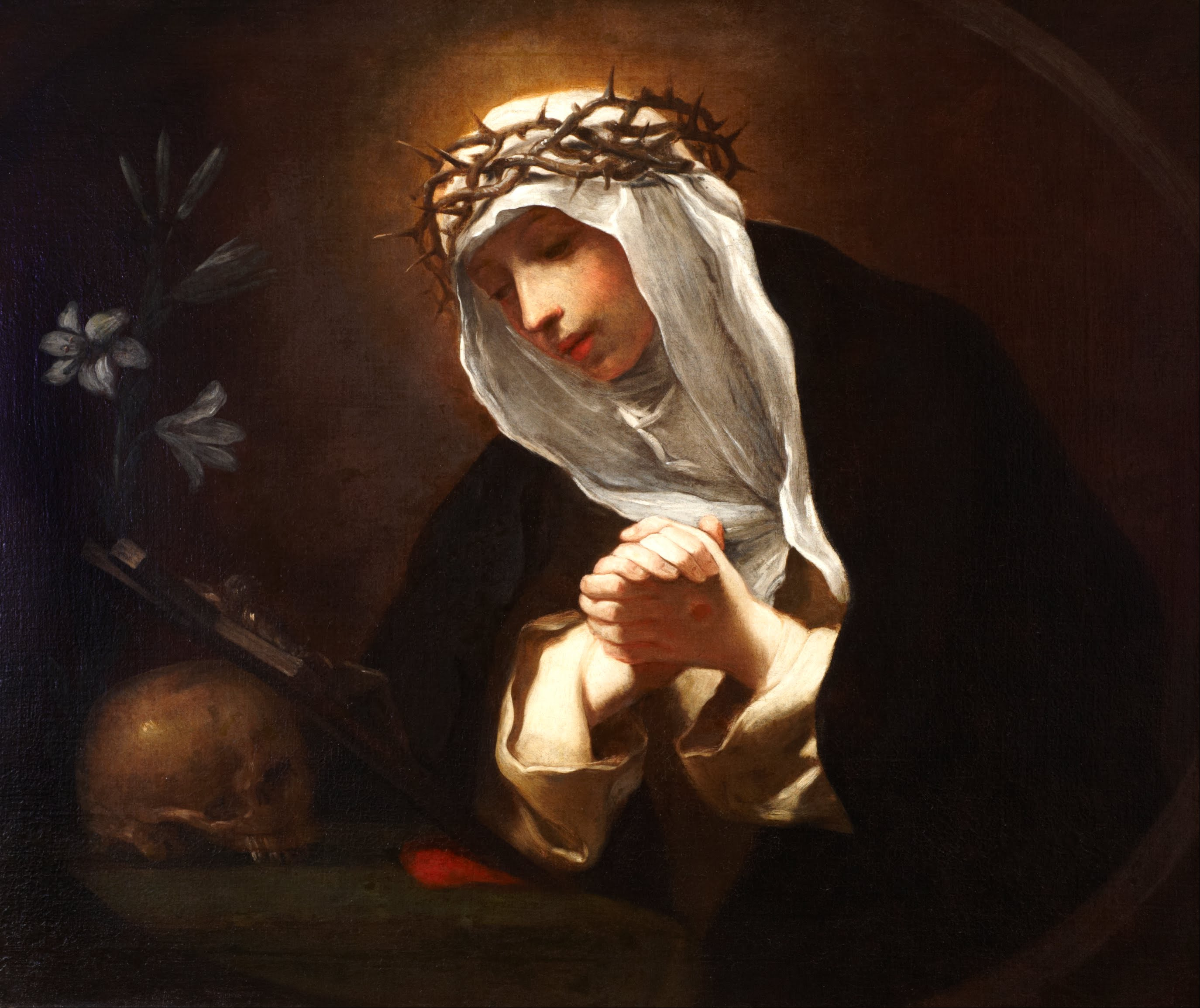
Atrybutem św. Katarzyny jest m.in. korona cierniowa

W ikonografii święta przedstawiana jest w biało-czarnym habicie dominikańskim, w dłoniach na których widnieją stygmaty trzyma białą lilię (symbolizującą czystość) i książkę (symbol nauki), często różaniec (symbol modlitwy), albo krzyż (śmierć dla uciech światowych), na głowie zazwyczaj korona cierniowa (rozmyślanie nad Męką Pańską).

### Kanonizacja

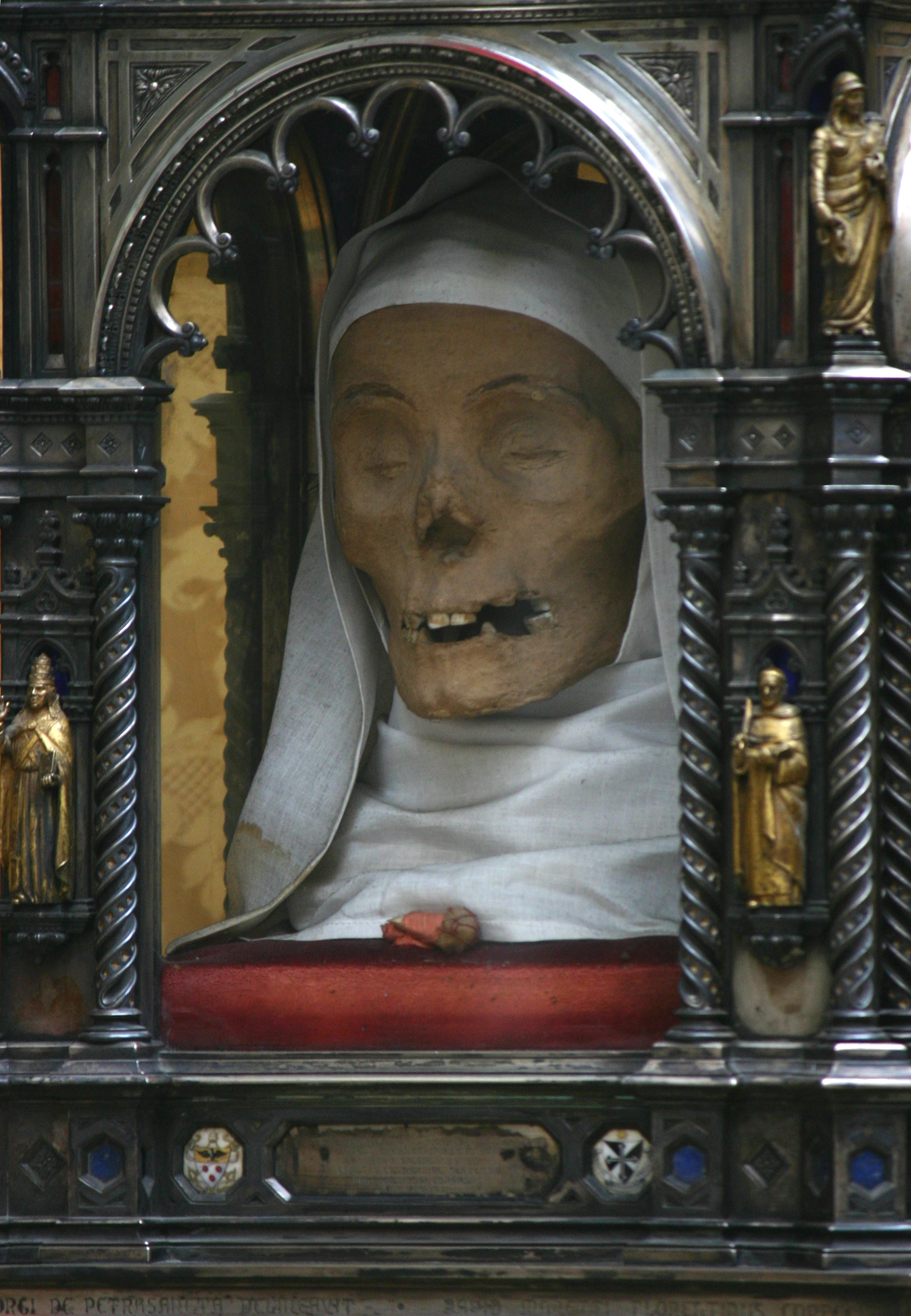
Reliwie głowy Katarzyny Sieneńskiej

Św. Katarzyna ze Sieny kanonizowana została 14 kwietnia 1461 przez papieża Piusa II, 4 października 1970 św. Paweł VI ogłosił ją doktorem Kościoła, a św. Jan Paweł II ogłosił ją w 1999 współpatronką Europy, obok św. Brygidy Szwedzkiej, św. Benedykta z Nursji i św. Cyryla i Metodego.